# روعة ياسين
روعة ياسين (12 يوليو 1976 -)، ممثلة سورية.

## حياتها
تنتمي إلى عائلة دمشقية عريقة، درست الفلسفة وعلم نفس في كلية الآداب بجامعة دمشق، في عام 1999 توجت بلقب ملكة جمال البادية السورية وهي شقيقة الممثلة علا بدر التي أضافت اسم بدر كاسم فني لها. ثم تحولت للعمل بالمجال الفني بعد ذلك لتشترك بمجموعة من المسلسلات السورية والعربية.
شاركت في العديد من المسلسلات مثل (رمح النار)، (دنيا)، (ثلوج الصيف)، (أزهار الشتاء)، وفي عام 2000 شاركت في سلسلة المرايا مع  ياسر العظمة في عدة أجزاء، وشاركت في عام 2000 أيضاً بمسلسل “حكايا”،  وفي عام 2001 شاركت في مسلسل “حكايا المرايا”، وشاركت في العديد من المسلسلات المختلفة، وفي عام 2020 شاركت روعة ياسين في مسلسل “يوما ًما”، مسلسل “نبض”، “صقار”، وتستعد للمشاركة في مسلسل “باب الحارة حارة الصالحية” الذي سيتم عرضه في عام 2021.
شاركت في مسلسل حرملك الذي تدور أحداثه حول وصول المماليك إلى السلطة ما بين عامي 1513 و 1516 إبان فترة الحكم العثماني وجسدت شخصية تمرّ بثلاث مراحل عمرية مختلفة يفصل بين المرحلة الأولى والثالثة 20 عاماً.
تعد روعة ياسين من الأسماء البارزة في سلسلة “مرايا”، وعما تعلمته من الممثل السوري ياسر العظمة قالت في أحد لقاءاتها: “«أذكر أنه في أول عمل شاركت معه عام 2000 قال لي،  يا روعة أحلى شيء فيك عفويتك، لا أراك تجهّزين نفسك كثيراً قبل العمل تؤدين بتلقائية، حافظي على عفويتك و تلقائيتك، ومن يومها، وأنا أضع هذه النصيحة نصب عيني، وأعمل بها واكتشفت أنها أسرع الطرق المؤدية إلى عقول وقلوب المشاهدين»”
وتقول أيضًا: “«هناك من يقول أن الفنان إذا بدأ الاحتراف لا يعود قريباً من الناس، ولهذا، حتى في حواراتي الإعلامية ومع الناس أكون عفوية وصادقة»”، وفي حوار آخر قالت: “«مرايا من الأعمال المحببة والمهمة في مسيرتي الفنية، وكان بمثابة جواز سفر للشهرة، إيقاع الزمن تغير وعمالقة الفن السوري أمثال ياسر العظمة ودريد لحام وأيمن زيدان وغيرهم من النجوم لن يكرر الزمن أمثالهم، أعمالهم محبوكة وموجهة بشكل صحيح وذات تأثير عميق»”.

## حياتها الخاصة
صرحت في أحد اللقاءات الصحفية عن سبب عدم زواجها حتى الآن وقالت أنها لم تجد الشخص الذي يناسب حياتها، وتابعت: “الزواج أمر مصيري في حياة الفنان وليس من السهل التعايش مع رجل لا أكون مقتنعة فيه مئة بالمئة إن كان ذلك على صعيد الشكل أو المضمون”.
كما قالت أنها كانت لديها تجربة مع أحد الأشخاص منذ ثماني سنوات ووصلت إلى مرحلة الخطوبة لكن العلاقة لم تتوج بالزواج بسبب الكذب، وقالت أن أكثر صفة تكرهها في الرجل  الكذب لأنه من يكذب مرة مستعد للكذب ألف مرة.

## أعمالها

### من المسلسلات
- حرملك (2019)
- حرملك2 (2020)
- الطواريد، 2016
- أسير الانتقام
- كوما (2018)
- سنة أولى زواج 2017
- الإمام 2017
- حمام القيشاني
- أنت عمري
- سيرة آل الجلالي
- رجال تحت الطربوش
- مرايا
- لعنة الطين 2010 بدور فيروز
- الخط الأحمر
- حاجز الصمت
- جنون الليل
- ورود في تربة مالحة
- الخوالي
- الظل الأبيض
- عمى الوان
- مسلسل خيبر.... مسلسل تاريخي إنتاج 2013
- بلا غمد (2016)
- وردة شامية 2017
- العربجي (2023)
- مربى العز (2023)
- يوميات فهمان(مسلسل) (2002)

## روابط خارجية
- روعة ياسين على موقع قاعدة بيانات الأفلام العربية